# Теплонакопитель
Теплонакопитель (теплоаккумулирующий отопительный прибор) — отопительный прибор, работающий от электросети 220V или 380V (в зависимости от потребляемой мощности), отличительной особенностью которого является способность накапливать тепло с помощью расположенных внутри теплонакопителя магнезитовых блоков и отдавать накопленное тепло на протяжении длительного времени. Накопление тепла происходит в среднем за 8 часов, тогда как отдача тепла может достигать по времени 20 и более часов, что делает удобным и экономически эффективным использование данного прибора населением и юридическими лицами в ночное время суток во время действия пониженного тарифа на потребление электроэнергии.

## Применение
Подобного рода приборы получили широкое распространение в 70-е гг. 20 века в Германии. Было отмечено, что использование данных приборов позволяет выравнивать график нагрузки энергосистемы регионов и обеспечивает снижение потерь при выработке и передаче электроэнергии. В дальнейшем подобные системы с аккумуляцией тепла стали применяться и в других странах Европы.
Теплонакопители могут использоваться по назначению для отопления различного рода помещений — загородных домов, дач, коттеджей, офисных и складских помещений, помещений хозяйственного или производственного назначения, в помещениях общепита, многоквартирных домах.

## Описание работы
Внутри теплонакопителя располагаются тепло-накопительные магнезитовые блоки, а между ними проходят трубчатые электронагреватели. В целях предотвращения неконтролируемой теплоотдачи нагревательное ядро должно быть изолировано от внешней среды теплоизоляционными пластинами. А для облегчения технического обслуживания и проведения профилактических работ теплонакопитель снабжают быстросъемными элементами (обычно это передняя и боковые панели).
Воздух в теплонакопителе нагревается, проходя по специальным воздушным каналам, расположенными между накопительными блоками. Нагретый воздух поступает к выпускной решетке, откуда с помощью встроенного вентилятора направляется во внешнюю среду.

## Состав системы отопления
В состав системы отопления с помощью теплонакопителей могут входить:
- Необходимое количество теплонакопителей в зависимости от вида отапливаемого помещения, его характеристик и от прочих условий (объем помещения, теплоизоляционные свойства материалов, из которых изготовлено помещение, необходимый уровень поддерживаемой температуры и т. д.);
- Необходимое количество комнатных терморегуляторов. Их количество зависит не только от количества отапливаемых помещений, но и от общей площади помещения (если речь идет о больших помещениях с неоднородной структурой теплоизоляции — например, наличие входных дверей в одной части помещения и их отсутствие — в другой);
- Узлы двух тарифного или многотарифного учета электроэнергии и коммутационное оборудование.

В состав системы отопления могут также включаться блоки управления с датчиками погодных условий для управления уровнем зарядки и потребления электроэнергии теплонакопителем. Применение в составе системы отопления блоков управления оправдано при использовании нескольких теплонакопителей одновременно (более 5-7). Альтернативой блокам управления обычно служат манометрические терморегуляторы, которые располагаются на одной из сторон корпуса теплонакопителя.